# فيكتور كليفر
فيكتور كليفر (بالإسبانية: Víctor Claver)‏ مواليد 30 أغسطس 1988، هو لاعب كرة سلة إسباني يلعب مع فريق خيمكي. يبلغ طوله 6 قدم 9 بوصة (2.1 م).

## فرق لعب لها
- فالنسيا باسكت
- بورتلاند ترايل بلايزرز
- خيمكي (كرة سلة)

## الميداليات
| الميدالية | المسابقة                         |
| --------- | -------------------------------- |
| فضية      | الألعاب الأولمبية الصيفية 2012   |
| ذهبية     | بطولة أمم أوروبا لكرة السلة 2009 |
| ذهبية     | بطولة أمم أوروبا لكرة السلة 2011 |
| برونزية   | بطولة أمم أوروبا لكرة السلة 2013 |

## روابط خارجية
- فيكتور كليفر على موقع الاتحاد الدولي لكرة السلة (الإنجليزية)
- فيكتور كليفر على موقع الدوري الأوروبي لكرة السلة (الإنجليزية)
- فيكتور كليفر على موقع إن بي أي (الإنجليزية)
- فيكتور كليفر على موقع سبورتس رفرنس (الإنجليزية)
- فيكتور كليفر على موقع الدوري الإسباني لكرة السلة (الإسبانية)
- فيكتور كليفر على موقع كرة السلة الأوروبية.كوم (الإنجليزية)
- فيكتور كليفر على موقع ريلجم (الإنجليزية)
- فيكتور كليفر على موقع بروبوليرز (الإنجليزية)
- فيكتور كليفر على موقع سبورتس رفرنس (الإنجليزية)
- فيكتور كليفر على موقع سبورتس رفرنس (الإنجليزية)